# Paul Meijer
Paul Ronald Johan Meijer, född den 27 mars 1985 i Utrecht, är en nederländsk racerförare.

## Racingkarriär
Meijer började sin seniorkarriär det nederländska mästerskapet i Formel Renault, där han vann titeln 2003, och blev fyra året därpå.
Efter en misslyckad säsong i Tyska F3-mästerskapet 2005, blev det ingen racing för honom året därpå, utan han kom tillbaka till det numera internationella nederländska mästerskapet Formel Renault NEC 2007, där han blev sjua.
Meijer körde därefter i Formel Renault Eurocup säsongen 2008, där han blev elva. Han följde upp med att köra en helg i Superleague Formula för Borussia Dortmund, där han kom på tredje plats. Han vann sin första seger i serien på Estorilbanan för Al Ain FC några veckor senare.
Under 2009 kunde Meijer bara delta i International Formula Master i vissa deltävlingar, och hade inga större framgångar.